# Шелби (окръг, Индиана)
Окръг Шелби (на английски: Shelby County) е окръг в щата Индиана, Съединени американски щати. Площта му е 1070 km², а населението - 43 445 души (2000). Административен център е град Шелбивил.